# Хавиер Качо Гомес
Хавиер Качо (на испански: Javier Cacho) е съвременен испански писател, учен, изследовател, физик.

## Научна дейност
Хавиер Качо започва своята научна работа в Националната комисия за космически изследвания (CONIE) и през 80-те години на ХХ век се занимава с изследвания, свързани с изучаването на озоновия слой. Впоследствие става ръководител на Лабораторията за атмосферни изследвания в Националния институт за космически технологии към Министерството на отбраната на Испания (INTA)
Хавиер Качо е учен, чиято изследователска кариера е свързана с Антарктида. През 1986 г. той е член на Първата испанска експедиция до Ледения континент и оттогава е участник в още пет научни експедиции, изследвайки разрушаването на озоновия слой над Антарктида, през последните три е ръководител на испанската полярна база „Хуан Карлос I“ .
В продължение на няколко години е сътрудник на Междуведомствената комисия за наука и технологии (CICYT) на Испанската антарктическа програма, секретар на Националния комитет за антарктически изследвания на Испания, и заместник-делегат в Научния комитет за антарктически изследвания.

## Литературна дейност
Още в началото на научната си кариера Хавиер Качо пише рецензии и популярни статии като научен сътрудник на енциклопедиите на издателство „Салват“ в различни области на науката.
След появата на озоновата дупка не само участва в множество научни и медийни кампании за изследването ѝ, но също така пише и книгата си „Антарктида: озоновата дупка“, която става първата популярна книга в Испания и втората написана в света по тази тема.
В периода 1980 – 2000 г. е координатор и редактор на няколко книги от колекция FIAT за околната среда, сътрудник на сп. „Естратос“, член на редакционния съвет на сп. „Научни и социални тенденции“, ръководител на екологичната секция на сп. „Планетарно съзнание“, ръководител на новинарския отдел в интернет платформата Геоскопио, специализирана в теми за околната среда, и автор на собствена рубрика в боливийския вестник „Преса“.
След завръщането си от Антарктида за първи път започва да се интересува от историята на изследването на този континент. В резултат на многогодишните си изследвания написва книгата „Амундсен – Скот: дуел на Антарктида“ (издателство „Форкола“ , 2011 г.), която става бестселър в Испания с шест издания. Книгата е преведена на български език и публикувана от издателство „Сиела“(2011 г.) с предговор от проф. Христо Пимпирев. През ноември 2013 г. в Испания е публикувана поредната книга на Хавиер Качо „Шакелтън, несломимия“ (изд. „Форкола“), която вече е преиздавана три пъти. През ноември 2017 г. излиза романът му за живота на големия полярен изследовател и носител на Нобелова награда за мир Фритьоф Нансен, а през 2018 г. е публикувана книгата „Аз, Фрам“, в която главен герой е корабът „Фрам“, разказващ за своите пътешествия до Северния и до Южния полюс заедно с полярните изследователи Ото Свердруп, Руал Амундсен и Фритьоф Нансен. През 2019 г. „Аз, Фрам“ е публикувана и на български език.
Литературната дейност на Хавиер Качо е съсредоточена основно върху темата Антарктида. Автор е на книгата „Дългият поход към Южния полюс“ за историята на антарктическите експедиции от деветнадесети век. Написал е и няколко книги за детската аудитория – „Мадрид на Дон Хосе“, „Николас – птичката, която не искаше да лети“, „Антарктически истории“, а романът му „Приключенията на Пити на Антарктида“ (2001, издателство „Тао“) е преведен и на български език (2008, издателство „Св. Климент Охридски“).

## Публикации

### Книги
- Antártida: el agujero de ozono (Антарктида: озоновата дупка), Мадрид, изд. Табапрес, 1989
- Las aventuras de Piti en la Antártida, Мадрид: изд. Тао, 2001
- Приключенията на Пити на Антарктида, София: изд. Св. Климент Охридски, 2008
- Amundsen – Scott: duelo en la Antártida. La carrera al Polo Sur, Мадрид: изд. Форкола, 2011
- Амундсен – Скот: дуел на Антарктида, София: Сиела, 2011
- Shackleton, el indomable, Мадрид: изд. Форкола, 2013
- Nansen, maestro de la exploración polar, Мадрид, изд. Форкола, 2017
- Yo, el Fram, Мадрид: изд. Форкола, 2018
- Аз, Фрам София: изд. Парадигма, 2019

### Интервюта
- „Хавиер Качо: Озоновата дупка е смъртоносен проблем“ интервю в „Преди обед“ по БТВ, 24 януари 2019 г.
- „Амундсен – Скот: Дуел на Антарктида“ – книга на Хавиер Качо" интервю в „Денят започва с култура“ по БНТ, 15 декември 2011 г.
- „Леденият континент вади на показ най-доброто от човека“ – интервю на Атанас Мецов с Хавиер Качо, в. Новинар, 26 септември 2008 г.[неработеща препратка].
- „Антарктида ме научи да уважавам природата“ – интервю на Мариета Стоянова с Хавиер Качо, Дарик Радио, 8 декември 2011 г.
- „Животът «колонизира» Антарктида“ – интервю на Димитър Николов с Хавиер Качо, Новинар, 9 декември 2011 г. Архив на оригинала от 2012-07-20 в Wayback Machine.